# Err
Err (katalanisch Er) ist eine französische Gemeinde mit 714 Einwohnern (Stand 1. Januar 2022) im Département Pyrénées-Orientales in der Region Okzitanien. Sie gehört zum Arrondissement Prades und zum Kanton Les Pyrénées catalanes.

## Nachbargemeinden
Nachbargemeinden von Err sind Saillagouse im Norden, Llo im Osten, Queralbs (Spanien) im Südosten, Valcebollère im Süden, Osséja im Westen und Sainte-Léocadie im Nordwesten.

## Bevölkerungsentwicklung
| Jahr      | 1962 | 1968 | 1975 | 1982 | 1990 | 1999 | 2013 |
| Einwohner | 267  | 352  | 370  | 408  | 398  | 551  | 619  |

## Sehenswürdigkeiten
- Kirche Saint-Génis (12. Jahrhundert)
- Romanische Chapelle de la Vierge (Monument historique)